# Omar Bundy

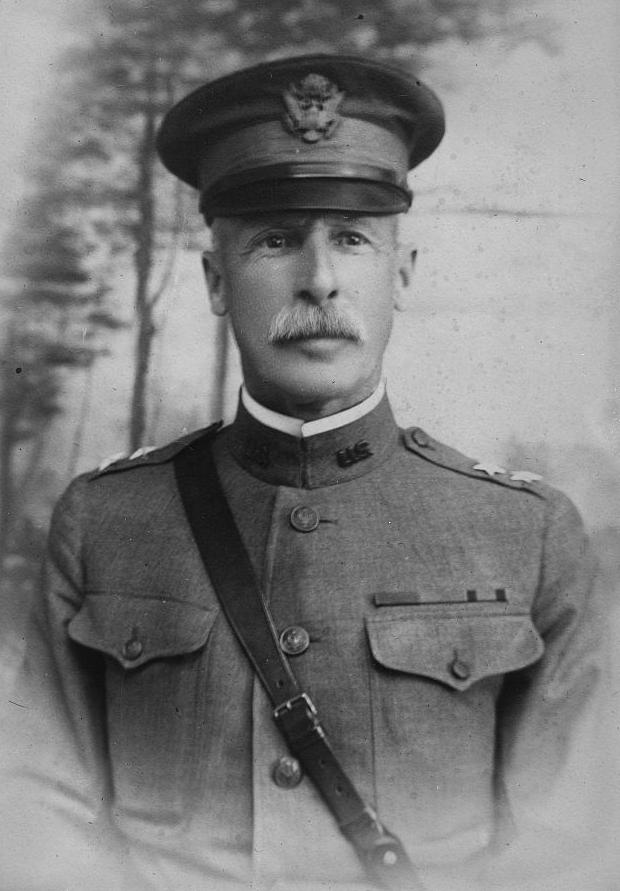
Omar Bundy als Major General

Omar Bundy (* 17. Juni 1861 in New Castle, Indiana; † 21. Januar 1940 in Washington, D.C.) war ein US-amerikanischer Offizier, zuletzt Major General der United States Army, der im Spanisch-Amerikanischen Krieg, im Philippinisch-Amerikanischen Krieg und im Ersten Weltkrieg diente.

## Leben
Bundy besuchte die High School in New Castle und für ein Jahr das Asbury College in Greencastle, bevor er 1879 an der United States Military Academy aufgenommen wurde. Er schloss seine dortige Ausbildung 1883 ab und wurde als 2nd Lieutenant dem 2nd Infantry Regiment zugeteilt. Von 1885 bis 1887 besuchte er die Infantry and Cavalry School  in Fort Leavenworth. Seine ersten Kampferfahrungen sammelte er im Feldzug gegen die Crow-Indianer in Montana 1887. Von 1890 bis 1891 kämpfte er mit dem 3rd Infantry Regiment gegen die Sioux in South Dakota. Von 1891 bis 1898 war er Regiments- und Stützpunkt-Quartiermeister in Fort Snelling, Minnesota.
Im April 1898 wurde Bundy zum Captain im 6th Infantry Regiment befördert und nahm mit seinem Regiment an den Kämpfen auf Kuba teil, unter anderem an der Schlacht von El Caney und der Belagerung von Santiago. Für seine Leistungen in dieser Kampagne erhielt er später den Silver Star. Von 1899 bis 1900 war Bundy mit seinem Regiment in den südlichen Philippinen stationiert, wo er an Kämpfen gegen die aufständischen Moros teilnahm. Von 1900 bis 1901 war er Generalinspekteur des Department of the Visayas, anschließend bis 1902 Provost Marshal in Iloilo. Nach seiner Rückkehr in die USA 1902 unterrichtete er bis 1905 am General Service and Staff College in Fort Leavenworth Militärrecht und wurde 1904 zum Major befördert.
Anfang 1905 kehrte Bundy für eine zweite Tour of Duty auf die Philippinen zurück, die zwei Jahre dauerte. In dieser Zeit befehligte er unter anderem den Sturmangriff auf die Bergfestung von Mount Dajo auf der Insel Jolo. Von 1907 bis 1909 diente er in San Antonio im Department of Texas als Generalinspekteur, anschließend bis 1911 im Department of Missouri. Danach diente er für ein Jahr als Lieutenant Colonel im 11th Infantry Regiment in Fort D. A. Russell, Wyoming, bevor er den einjährigen Kurs am Army War College besuchte. Im Anschluss diente er mit dem 11th und als Kommandeur des 16th Infantry Regiment im Rang eines Colonel an der mexikanischen Grenze. Von November 1915 bis Mai 1917 war er Generaladjutant im Southern Department unter General Frederick N. Funston, als dort die Mexikanische Expedition stattfand.
Im Juni 1917 erhielt er von General John J. Pershing unter Beförderung zum Brigadier General den Befehl über die 1. Brigade der 1st Infantry Division zugewiesen, die nach dem Eintritt der USA in den Ersten Weltkrieg als eine der ersten US-Kampfeinheiten nach Frankreich ging. Er wurde im August zum Major General befördert und organisierte die Unterbringung der US-Truppen in Frankreich, bevor er im Oktober zum Kommandeur der 2nd Infantry Division ernannt wurde. Im Frühjahr und Sommer 1918 führte er die Division bei ihren ersten Fronteinsätzen, darunter im Juni und Juli im Gefecht von Château-Thierry und der Schlacht im Wald von Belleau. Am 20. Juli erhielt er den Befehl über das neuaufgestellte VI Corps und am 11. September über das VII Corps. Im August war er – unwissentlich – an dem Plan beteiligt, die Deutschen durch fingierte Angriffsvorbereitungen im südlichen Elsass aus dem Raum Belfort zu verwirren und so von der bevorstehenden Schlacht von St. Mihiel abzulenken. Anfang November, kurz vor dem Waffenstillstand, kehrte er in die USA zurück.
Er befehligte hier bis August 1920 das Fort Lee, Virginia und wurde anschließend Befehlshaber im 7th Corps Area mit Hauptquartier in Fort Crook, Nebraska. Ab dem Frühjahr 1922 befehligte er für zwei Jahre in Manila das Philippine Department. Seine letzte Verwendung war als Kommandant im 5th Corps Area mit Hauptquartier in Fort Hayes, Ohio. Im Juni 1925 ging er nach Erreichen der Altersgrenze von 64 Jahren in den gesetzlich vorgeschriebenen Ruhestand.
Bundy starb 1940 im Alter von 78 Jahren und wurde auf dem Nationalfriedhof Arlington beerdigt.